# Sunbeam Arab
Sunbeam Arab — британский поршневой 8-цилиндровый V-образный авиадвигатель жидкостного охлаждения, разработанный в 1916 году компанией Sunbeam. Серийно выпускался в 1917—1918 годах. Всего было произведено около 1300 экземпляров.

## История
К 1916 году резко возросший спрос на авиадвигатели, производимые множеством частных фирм, вызвал немалую неразбериху в снабжении британского Королевского лётного корпуса. Для исправления сложившейся ситуации, Военное министерство одобрило производство некоторых из них в качестве типовых. Одним из этих моторов был разработанный Луи Коаталеном Sunbeam Arab.
Внешне он казался схожим с выпускавшимся с 1914 года Hispano-Suiza V-8 (литые алюминиевые головки блоков цилиндров, и сами блоки, установленные под углом 90°; продублированные критические для работы детали, в частности, магнето (A.V.8 или Dixie), и т. д.), но при ближайшем рассмотрении обнаруживалось и немало различий. После подчинения Комитету по двигателям внутреннего сгорания Национальному консультативному комитету, Sunbeam в марте 1917 года получил заказ на выпуск 1000 экземпляров мотора, в июне увеличенный до 2000; ещё 2160 должны были произвести компании Austin Motors (?1000), Lanchester Motor Company (300), Napier & Son (300) и американская Willys Overland (560). Стендовые испытания выявили дефекты, потребовавшие доработок как самого двигателя, так и технической документации. Несмотря на все задержки, первый полёт самолёта с двигателем Arab (двухместный Martinsyde F.2) состоялся в середине 1917 года.
В эксплуатации Arab показал себя ненадёжным, имелись у него и проблемы с чрезмерной вибрацией, поэтому он не получил достаточного распространения. 2350 ещё не выполненных заказов были аннулированы, а по остальным, находящимся в процессе исполнения, производителям были выплачены компенсации. Фактически, из 6110 заказанных двигателей, были выпущены 1311.
На основе конструкции Sunbeam Arab были разработаны перевёрнутый V-образный 8-цилиндровый Sunbeam Bedouin, рядный 6-цилиндровый Sunbeam Dyak, W-образный 12-цилиндровый Sunbeam Kaffir, и звездообразный 20-цилиндровый Sunbeam Malay.

## Модификации
Arab
Серийный вариант, конструктивно близкий к Hispano-Suiza 8.
Bedouin
Подобно многим другим двигателям того периода, для улучшения обзора пилота на основе Sunbeam Arab был создан аналогичный мотор с перевёрнутыми цилиндрами, получивший название Sunbeam Bedouin; какие-либо данные относительно его установки на ЛА отсутствуют.
Kaffir
W-образный 12-цилиндровый двигатель с блоками цилиндров и приводами клапанов от Arab, 300 л.с. Диаметр цилиндра тот же (120 мм), ход поршня увеличен до 135 мм.
Dyak
Рядный 6-цилиндровый, параметры цилиндров те же, что и у оригинального Arab, но клапанов лишь по 2 на каждый.
Pathan
Дизельный вариант двигателя Dyak с аналогичными параметрами; развивал 100 л.с. при 1500 об/мин. Серийно не выпускался.
Malay
20-цилиндровый звездообразный авиадвигатель рабочим объёмом 29,4 л.; пять 4-цилиндровых блоков от Arab располагались вокруг центрального коленчатого вала. параметры цилиндров те же, что и у оригинального Arab, клапанов также по 3, ГРМ тоже SOHC. Номинальная мощность 500 л.с., серийно не выпускался.

## Применение
Источник: Brew.
- Armstrong-Whitworth F.K.10
- Avro 530
- Bristol F.2 Fighter (F.2b)
- Bristol Scout F
- Fairey F.2a
- Fairey N.2a
- Grain Griffin
- Martinsyde F.2
- Norman Thompson N.2c
- Norman Thompson NT.2b
- Royal Aircraft Factory AE.3 Ram
- Royal Aircraft Factory S.E.5 (SE.5a)
- Sage 4B Seaplane Trainer
- Short Improved Navyplane
- Sopwith Cuckoo
- Sunbeam 1917 Bomber
- Supermarine Baby